# Audi Cup

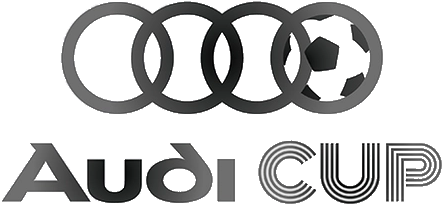
Ein Audi-Cup-Logo

Der Audi Cup war ein zwischen 2009 und 2019 alle zwei Jahre stattfindendes zweitägiges Fußballturnier der Audi AG in der Allianz Arena in München.

## Modus
Der Audi Cup ist ein Einladungsturnier, das in den Jahren ohne Welt- oder Europameisterschaft jeweils in der Sommerpause kurz vor Beginn der Bundesliga-Saison stattfindet und von Audi veranstaltet wird. Fester Teilnehmer war bisher stets der FC Bayern München, an dessen Aktiengesellschaft die Audi AG Anteile hält. Dazu kommen drei weitere Vereine: In den ersten Ausgaben waren dies jeweils die AC Mailand, der seit 2007 einen Sponsoringvertrag mit Audi hat, ein Verein aus einer europäischen und einer aus einer südamerikanischen Liga.
Das Turnier wird im klassischen K.-o.-System ausgetragen. Am ersten Tag werden die beiden Halbfinalspiele direkt nacheinander ausgespielt und am zweiten Tag das Spiel um Platz 3 mit den beiden Verlierern der Halbfinals sowie das Finale mit den beiden Siegern ebenfalls nacheinander. Die Spieldauer beträgt jeweils 90 Minuten, steht es danach Unentschieden, folgt sofort ein Elfmeterschießen. Der Sieger erhält einen 60 cm hohen Pokal, der von Audi Design gestaltet wurde und aus Aluminium besteht.

## Die Turniere im Überblick
| Logo                    | Jahr | Platzierungen     | Platzierungen     | Platzierungen              | Platzierungen       | Spiele |
| Logo                    | Jahr | Sieger            | 2. Platz          | 3. Platz                   | 4. Platz            | Spiele |
| ----------------------- | ---- | ----------------- | ----------------- | -------------------------- | ------------------- | --- |
|                         | 2009 | FC Bayern München | Manchester United | Boca Juniors               | AC Mailand          | HF: Manchester United – Boca Juniors 2:1 HF: FC Bayern München – AC Mailand 4:1 P3: Boca Juniors – AC Mailand 1:1, 4:3 i. E. F: FC Bayern München – Manchester United 0:0, 7:6 i. E.          |
| Logo des Audi Cups 2011 | 2011 | FC Barcelona      | FC Bayern München | Internacional Porto Alegre | AC Mailand          | HF: FC Barcelona – SC Internacional 2:2, 4:2 i. E. HF: FC Bayern München – AC Mailand 1:1, 5:3 i. E. P3: SC Internacional – AC Mailand 2:2, 2:0 i. E. F: FC Barcelona – FC Bayern München 2:0 |
| Logo des Audi Cups 2013 | 2013 | FC Bayern München | Manchester City   | AC Mailand                 | FC São Paulo        | HF: Manchester City – AC Mailand 5:3 HF: FC Bayern München – FC São Paulo 2:0 P3: AC Mailand – FC São Paulo 1:0 F: FC Bayern München – Manchester City 2:1                                    |
|                         | 2015 | FC Bayern München | Real Madrid       | Tottenham Hotspur          | AC Mailand          | HF: Real Madrid – Tottenham Hotspur 2:0 HF: FC Bayern München – AC Mailand 3:0 P3: Tottenham Hotspur – AC Mailand 2:0 F: FC Bayern München – Real Madrid 1:0                                  |
|                         | 2017 | Atlético Madrid   | FC Liverpool      | SSC Neapel                 | FC Bayern München   | HF: Atlético Madrid – SSC Neapel 2:1 HF: FC Bayern München – FC Liverpool 0:3 P3: SSC Neapel – FC Bayern München 2:0 F: Atlético Madrid – FC Liverpool 1:1, 5:4 i. E.                         |
|                         | 2019 | Tottenham Hotspur | FC Bayern München | Real Madrid                | Fenerbahçe Istanbul | HF: Real Madrid – Tottenham Hotspur 0:1 HF: FC Bayern München – Fenerbahçe Istanbul 6:1 P3: Real Madrid – Fenerbahçe Istanbul 5:3 F: Tottenham Hotspur – FC Bayern München 2:2, 6:5 i. E.     |

### 2009

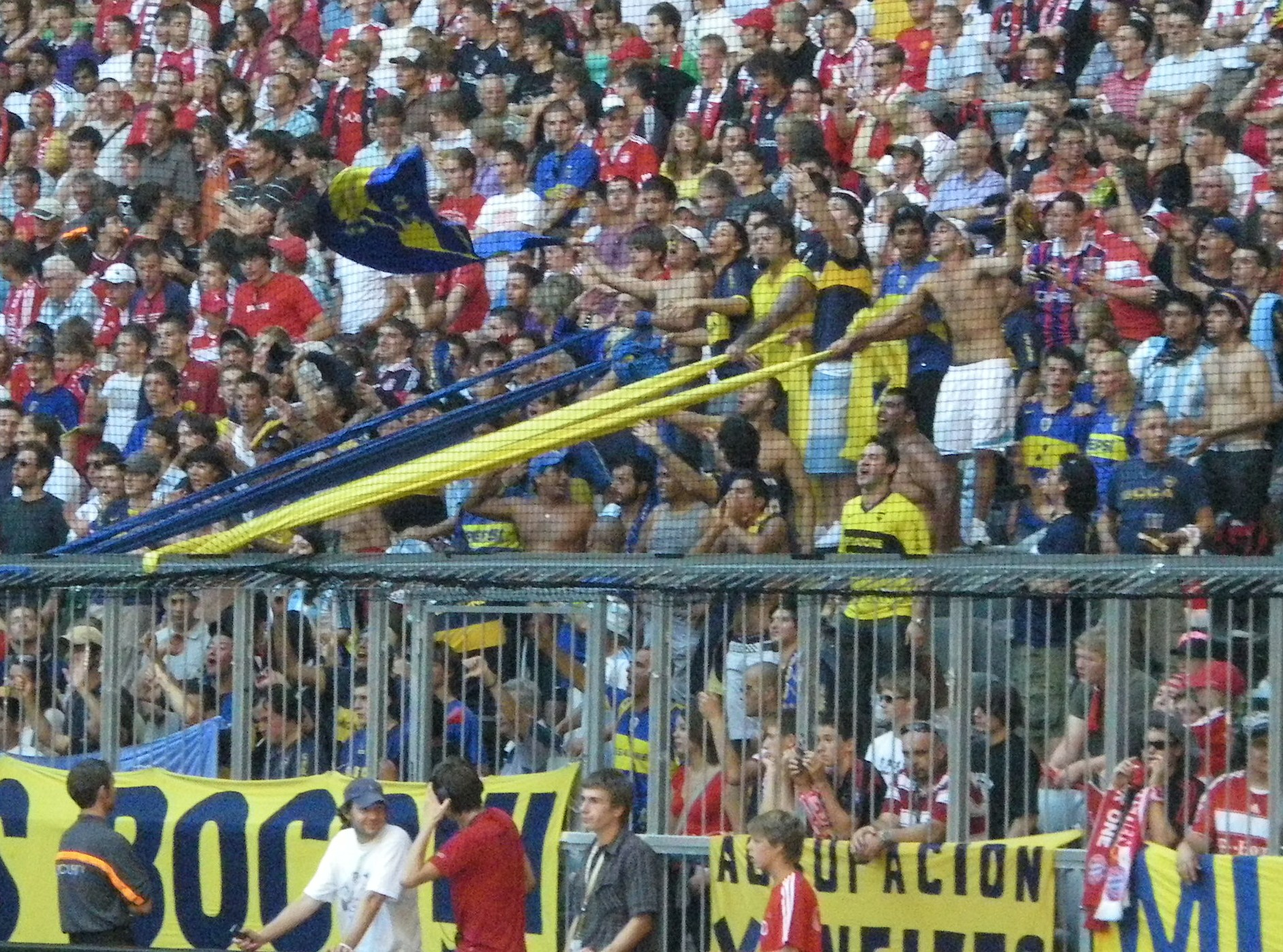
Boca-Fans sorgten in München 2009 für südamerikanisches Flair

Anlässlich des 100. Geburtstags des Anteilseigners Audi veranstaltete dieser zusammen mit dem FC Bayern München am 29. und 30. Juli 2009 erstmals ein internationales Fußballturnier. Die vier Teilnehmer waren neben dem Gastgeber FC Bayern München, die AC Mailand, Manchester United sowie die Boca Juniors aus Argentinien. Die Auslosung für die Halbfinalspiele fanden im Rahmen des Genfer Auto-Salon am 3. März 2009 statt.
Die Halbfinalpartien wurden nacheinander am 29. Juli ausgetragen, am folgenden Tag fanden das Spiel um Platz drei und das Finale statt. Im ersten Halbfinale setzte sich Manchester United mit 2:1 gegen die Boca Juniors durch. Die Tore für United erzielten Anderson (23.) und Valencia (42.), zum Anschluss traf Insúa (55.). Der Gastgeber FC Bayern gewann in seinem ersten Spiel durch die Tore von Thomas Müller (12., 90.), Bastian Schweinsteiger (79.) und Saër Sène (89.) mit 4:1, Andrea Pirlo konnte in der 81. Minute nur kurzzeitig noch einmal für Hoffnung sorgen. Das Spiel um Platz 3 entschieden die Boca Juniors schließlich im Elfmeterschießen für sich, nachdem es nach der regulären Spielzeit 1:1-Unentschieden durch Tore von Thiago Silva (27.) und Lucas Viatri (87.) gestanden hatte. Das Endspiel konnte der FC Bayern nach einem torlosen Unentschieden im Elfmeterschießen gegen Manchester United schließlich mit 7:6 für sich entscheiden.
Als Most Valuable Player der jeweiligen Spiele wurden Wayne Rooney (Manchester United) und Thomas Müller (FC Bayern) am ersten Tag, sowie Gennaro Gattuso (AC Mailand) und Michael Rensing (FC Bayern) in den Finalspielen ausgezeichnet. Für Nachwuchsspieler Thomas Müller bedeutete das Turnier den Durchbruch beim FC Bayern München. Mit zwei Treffern war er erfolgreichster Torschütze des Turniers. Das Turnier verfolgten an den beiden Spieltagen mehr als 130.000 Besuchern im Stadion. Das ZDF übertrug die Halbfinalpartie zwischen dem FC Bayern München und der AC Mailand und das Finale live.
Der Audi Cup wurde mit dem Internationalen Sponsoring Award in der Kategorie Sport vom Fachverband Sponsoring FASPO ausgezeichnet.

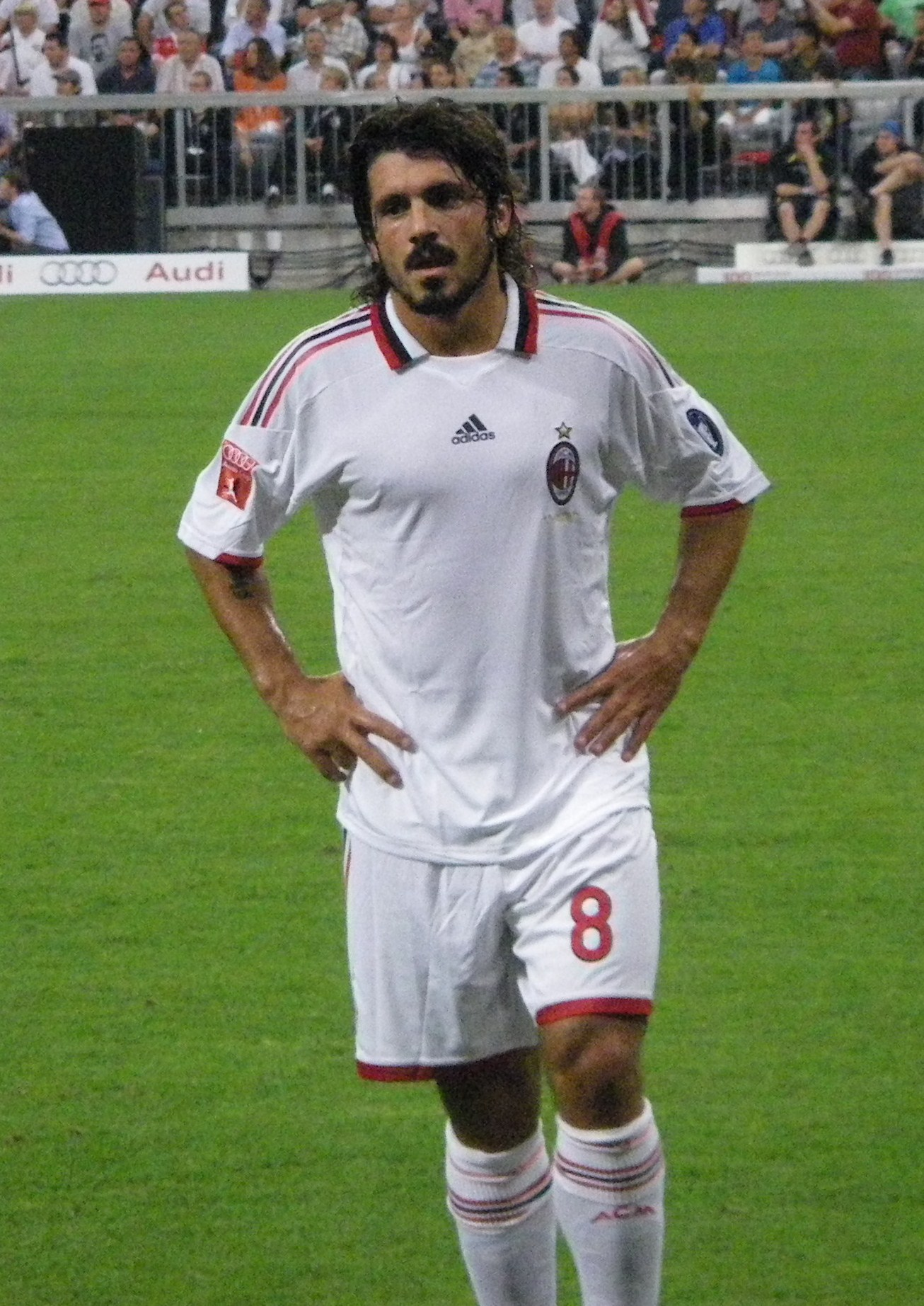
Gennaro Gattuso (AC Mailand) beim Audi Cup 2009
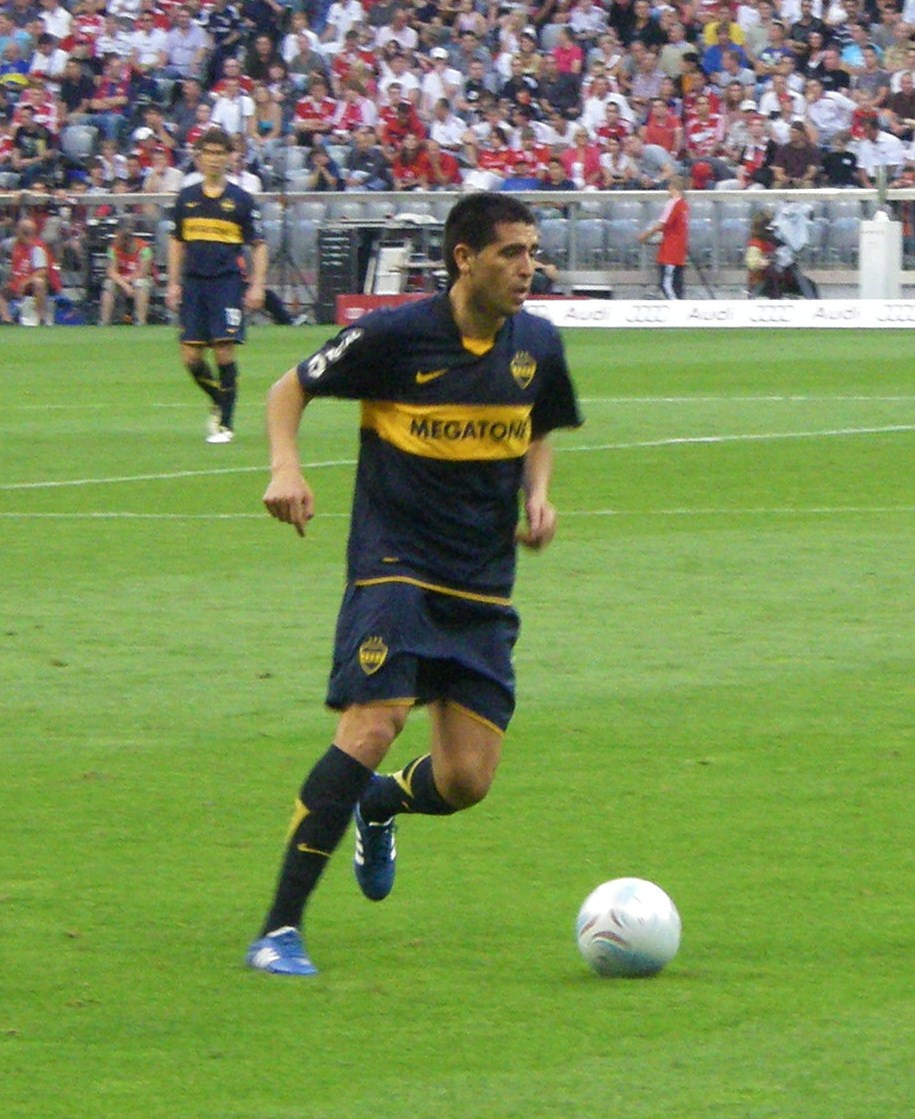
Juan Román Riquelme (Boca Juniors) beim Audi Cup 2009
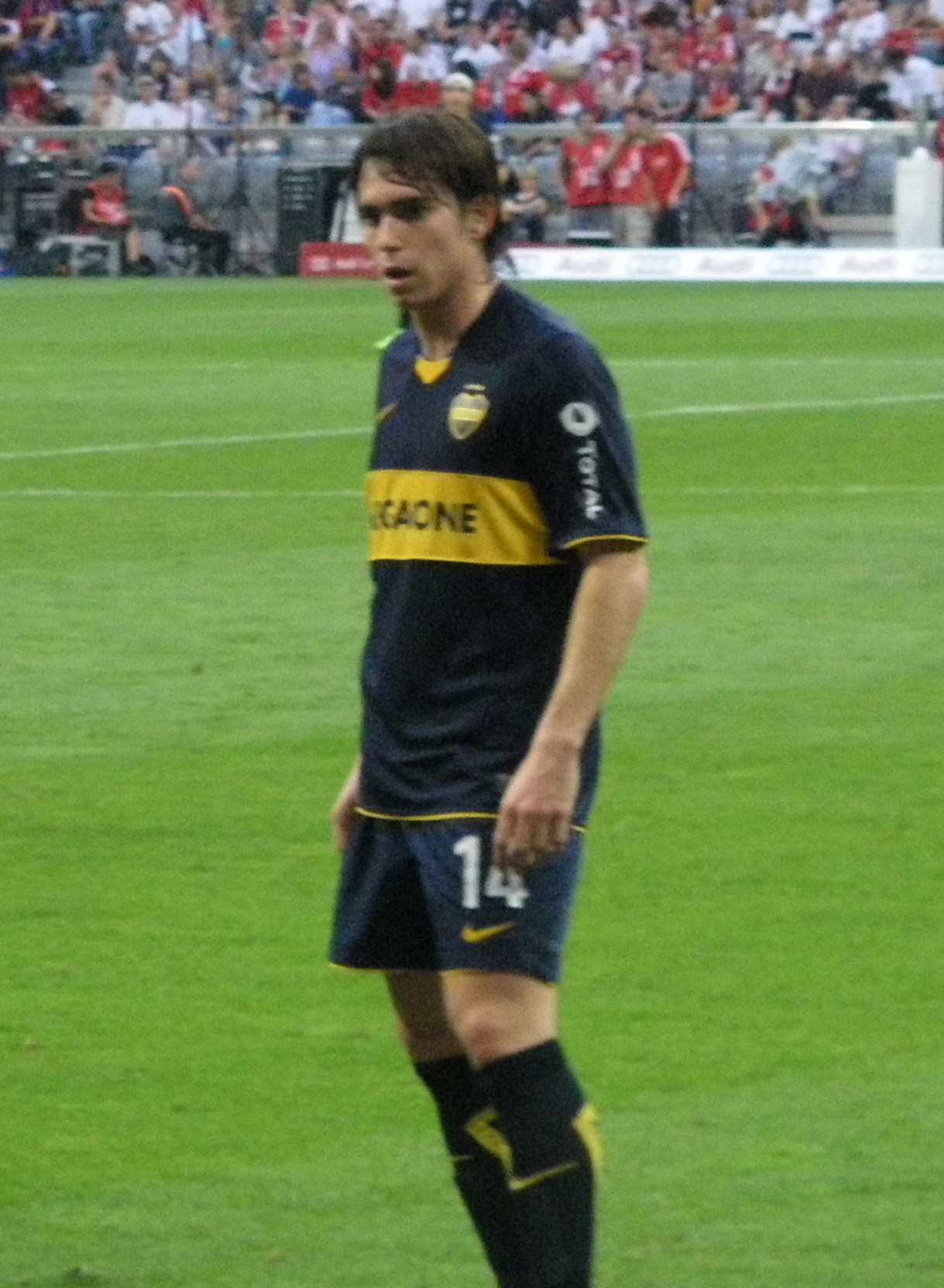
Pablo Mouche (Boca Juniors) beim Audi Cup 2009

### 2011
Am 26. und 27. Juli 2011 folgte die zweite Auflage des Turniers, die erneut in der Allianz Arena stattfand. Neben dem FC Bayern München und der AC Mailand waren in diesem Jahr der FC Barcelona und Internacional Porto Alegre dabei. Die Auslosung der Halbfinalpartien fand per Online-Voting durch die Fans statt.

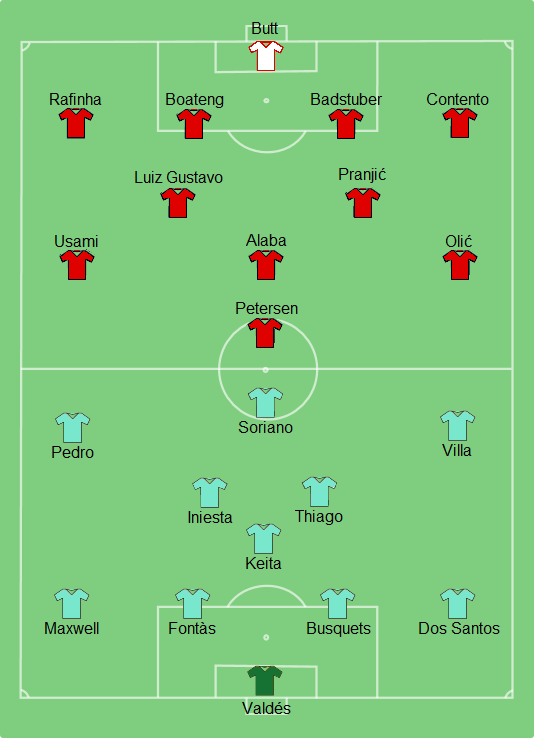
Aufstellungen im Finale 2011 zwischen dem FC Bayern München und dem FC Barcelona

Beide Halbfinalpartien wurden erst im Elfmeterschießen entschieden. Nach einem 2:2 durch Treffer von Thiago (15.) und Jonathan dos Santos (63.) und den jeweiligen Ausgleichstoren von Nei (55.) und Leandro Damião (85.) setzte sich zuerst der FC Barcelona durch. Die Bayern folgten nach einem 1:1 durch die Tore von Ibrahimović (4.) und Kroos (34.) – letzterer wurde von einer Jury auch zum MVP des Spiels gewählt – und dem anschließenden Elfmeterschießen, in dem Alberto Paloschi den entscheidenden Elfmeter vergab. Nachdem sich der brasilianische Klub SC Internacional ebenfalls im Elfmeterschießen den dritten Platz sicherte – nach 90 Minuten hatte es 2:2 gestanden, die Torschützen waren Ibrahimović (3.), Leandro Damião (23.), Pato (60.) und D’Alessandro (80.); als bester Spieler wurde Renan (SC Internacional) ausgezeichnet – trafen im Finale der FC Bayern und Barcelona aufeinander. Mit zwei Toren in der 42. und 75. Minute entschied Thiago das Spiel für die Katalanen. Thiago wurde zugleich mit insgesamt drei Treffern bester Torschütze des Turniers und wurde in beiden Spielen zum besten Spieler gewählt.
Die Allianz Arena war an beiden Tagen mit jeweils 66.000 Zuschauern ausverkauft. Das ZDF übertrug das Halbfinale Bayern gegen Mailand und das Finale live. Mit 5,8 und über 6 Millionen Zuschauern waren es die Sendungen mit der jeweils höchsten Einschaltquote des Tages. Die Spiele wurden in 180 Ländern übertragen. Im Januar 2013 berichtete Uli Hoeneß in einem Interview, dass der erste Kontakt mit Trainer Pep Guardiola, den die Bayern 2013 verpflichteten, beim Audi Cup 2011 stattgefunden habe.

### 2013
Auch 2013, am 31. Juli und 1. August, fand der Audi Cup in der Allianz Arena statt. Teilnehmer waren neben Gastgeber FC Bayern München, die AC Mailand, Manchester City und der FC São Paulo.
Im bis dato torreichsten Spiel in der Geschichte des Audi Cups siegte Manchester City gegen die Rossoneri mit 5:3. Manchester ging in der ersten Halbzeit mit 5:0 in Führung, dafür sorgten die Torschützen David Silva (3.), Micah Richards (19.), Aleksandar Kolarov (22.) und Edin Džeko (32., 36.). Ebenfalls noch vor der Pause erzielten dann die Mailänder El Shaarawy (37., 39.) und Petagna (43.) drei Treffer zum Endstand. Im zweiten Halbfinalspiel gewann Gastgeber FC Bayern durch zwei Tore von Mandžukić (55.) und Weiser (87.) mit 2:0. Manuel Neuer parierte eine Minute vor dem Ende noch einen Elfmeter von Rogério. Das Spiel um Platz 3 entschied der einzige Treffer von Kingsley Boateng in der 52. Minute. Das Finale gewann der FC Bayern München mit 2:1 gegen Manchester City. Die Münchener drehten das 0:1 von Álvaro Negredo (62.) innerhalb von elf Minuten durch Tore von Müller (66.) und Mandžukić (73.) und sicherten sich den zweiten Titel in diesem Wettbewerb.
Die Spiele wurden nach Angaben des Veranstalters in über 200 Ländern und Territorien live übertragen, in Deutschland waren die Partien auf RTL und n-tv zu sehen.

### 2015
Im Jahr 2015 fand das Turnier am 4. und 5. August erneut in der Allianz Arena statt. Teilnehmer waren neben dem FC Bayern München die AC Mailand und erstmals der spanische Rekordmeister Real Madrid sowie der englische Klub Tottenham Hotspur. Erstmals nahm keine Mannschaft aus Südamerika teil.
Das erste Halbfinalspiel gewann Real Madrid mit 2:0 gegen Tottenham Hotspur durch Tore von James Rodríguez per Kopf (36.) und Gareth Bale (79.). Das zweite Halbfinalspiel gewann der FC Bayern München mit 3:0, die Treffer erzielten Bernat (24.), Götze (74.) und Lewandowski (85.). Am nächsten Tag sicherten sich die Spurs mit einem 2:0-Erfolg über die AC Mailand durch Tore von Nacer Chadli (8.) und Tom Carroll (71.) zunächst den dritten Platz. Im Finale siegte der FC Bayern anschließend dank eines späten Treffers von Robert Lewandowski (88.) mit 1:0 und gewann somit bereits zum dritten Mal den Audi Cup.
An beiden Tagen war die Allianz Arena mit jeweils 70.000 Besuchern ausverkauft. Beide Spiele des FC Bayern wurden zudem live im ZDF übertragen. Das Halbfinale sahen 5,9 Millionen Zuschauer (21,6 % Marktanteil), im Finale gegen Real Madrid schalteten 6,32 Millionen (24,6 %) ein. Die beiden anderen Partien wurden live auf ZDFinfo ausgestrahlt und die Highlights später in einer ausführlichen Zusammenfassung auch noch einmal im ZDF gezeigt. Die vier Spiele wurden in insgesamt 164 Ländern live übertragen. In 64 Ländern wurde zudem eine Live-Übertragung aller vier Partien via Facebook ermöglicht. Dies war die erste Live-Sportübertragung, die über Facebook ausgestrahlt wurde. Aus rechtlichen Gründen waren die Länder der Teilnehmerteams (Deutschland, Italien, Spanien, Großbritannien) und anderen vermarktungsstarken Fernsehmärkten wie die USA, China oder Frankreich allerdings nicht dabei.

### 2017

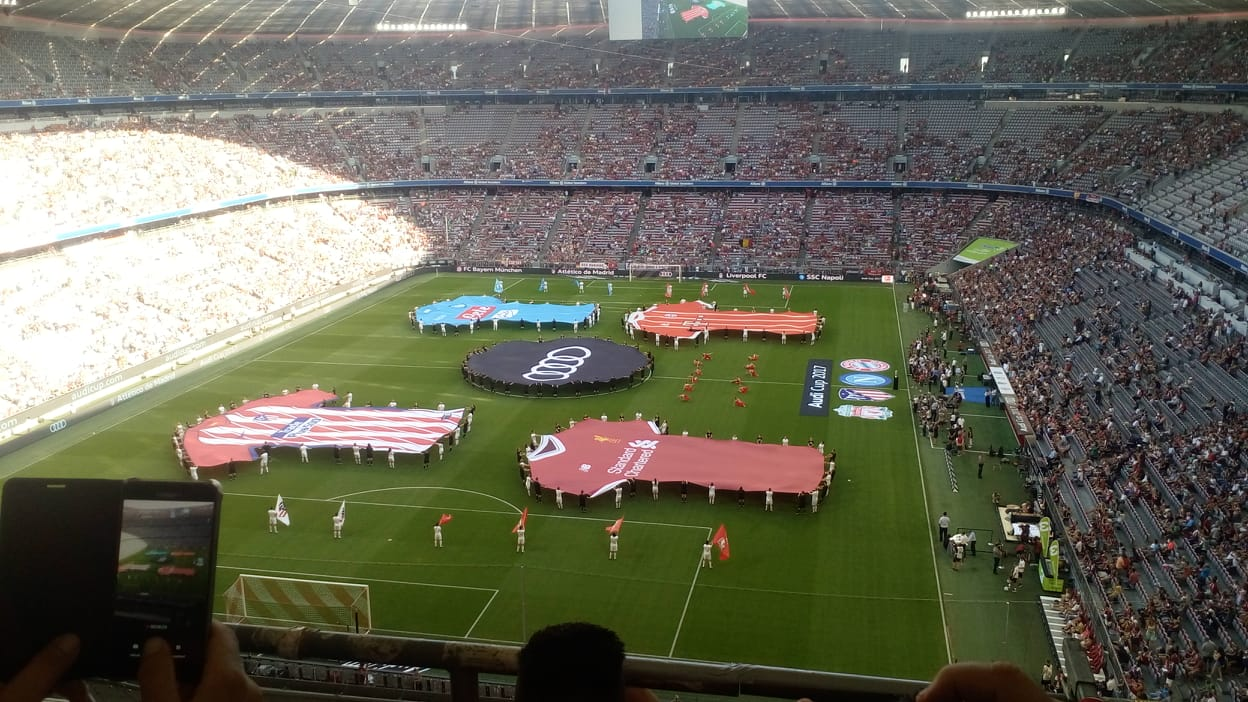
Audi Cup 2017

Am 1. und 2. August 2017 kam es zur fünften Auflage des Wettbewerbs in der Allianz-Arena. Teilnehmer waren neben dem FC Bayern München der FC Liverpool, Atlético Madrid und der SSC Neapel. Damit bestand das Teilnehmerfeld erstmals ausschließlich aus Teilnehmern der UEFA Champions League in der folgenden Saison. Alle Begegnungen wurden live in der ARD übertragen.
Der FC Bayern verlor das Halbfinale gegen Liverpool nach Toren von Mané (7. Minute), Salah (34.) und Sturridge (83.) klar mit 0:3 und verpasste damit erstmals den Einzug ins Finale des Audi Cups. Im ersten Halbfinale drehte Atlético Madrid nach Rückstand das Spiel gegen den SSC Neapel und gewann mit 2:1, die Treffer erzielten Callejón (56.) für Neapel sowie Torres (72.) und Vietto (81.) für die Madrilenen. Auch im Spiel um Platz 3 erzielte der FC Bayern keinen Treffer und unterlag Neapel durch Tore von Koulibaly (14.) und Giaccherini (55.) mit 0:2. Im Finale stand es nach 90 Minuten 1:1. Atlético ging zunächst durch Bare (33.) in Führung, kurz vor Schluss gelang Roberto Firmino (83.) per Strafstoß der Ausgleich. Somit kam es zum Elfmeterschießen. Während für Atlético alle fünf Schützen erfolgreich waren, verschoss bei Liverpool der zweite Schütze Jordan Henderson seinen Elfmeter. Damit gewann Atlético Madrid erstmals den Audi Cup.

### 2019
Am 30. und 31. Juli 2019 kam es zur sechsten Auflage des Wettbewerbs in der Allianz-Arena. Teilnehmer waren neben dem FC Bayern München Real Madrid, Tottenham Hotspur und Fenerbahçe Istanbul. Somit war erstmals kein italienischer Verein im Teilnehmerfeld vertreten, stattdessen war erstmals ein türkischer Verein am Start. Alle Begegnungen wurden live im ZDF übertragen.
Im Halbfinale setzte sich Tottenham mit einem 1:0-Sieg durch ein Tor von Harry Kane (22.) gegen Real Madrid durch. Gastgeber Bayern München schlug Fenerbahçe im zweiten Halbfinale mit 6:1. Die Tore für die Münchener erzielten Sanches (22.), Goretzka (28.), Müller (31., 44., 58.) und Coman (40.). Den Ehrentreffer für Istanbul schoss Max Kruse (64.). Auch das zweite Spiel Fenerbahçes war sehr torreich, Istanbul unterlag Real mit 3:5. Bei den Madrilenen trafen Benzema (12., 27., 53.), Nacho (62.) und Mariano (79.), für Fenerbahçe waren Rodrigues (6.), Dirar (34.) und Tufan (59.) erfolgreich.
Den Titel im Audi Cup 2019 sicherte sich Tottenham Hotspur. Im Finale legten zunächst Lamela (19.) und Eriksen (59.) für Tottenham vor, Arp (61.) und Davies (81.) glichen für die Bayern aus. Im anschließenden Elfmeterschießen setzten sich die Spurs durch, den entscheidenden Elfmeter vergab Jérôme Boateng.

### Teilnahmen und Platzierungen
|                     | Verein                     | Teilnahmen | Titel | Jahr(e)          | 2. Platz   | 3. Platz | 4. Platz         |
| ------------------- | -------------------------- | ---------- | ----- | ---------------- | ---------- | -------- | ---------------- |
| FC Bayern München   | FC Bayern München          | 6          | 3     | 2009, 2013, 2015 | 2011, 2019 |          | 2017             |
| AC Mailand          | AC Mailand                 | 4          |       |                  |            | 2013     | 2009, 2011, 2015 |
| Tottenham Hotspur   | Tottenham Hotspur          | 2          | 1     | 2019             |            | 2015     |                  |
| Real Madrid         | Real Madrid                | 2          |       |                  | 2015       | 2019     |                  |
| FC Barcelona        | FC Barcelona               | 1          | 1     | 2011             |            |          |                  |
|                     | Atlético Madrid            | 1          | 1     | 2017             |            |          |                  |
| Manchester United   | Manchester United          | 1          |       |                  | 2009       |          |                  |
| Manchester City     | Manchester City            | 1          |       |                  | 2013       |          |                  |
| FC Liverpool        | FC Liverpool               | 1          |       |                  | 2017       |          |                  |
| Boca Juniors        | Boca Juniors               | 1          |       |                  |            | 2009     |                  |
| SC Internacional    | Internacional Porto Alegre | 1          |       |                  |            | 2011     |                  |
| SSC Neapel          | SSC Neapel                 | 1          |       |                  |            | 2017     |                  |
| FC São Paulo        | FC São Paulo               | 1          |       |                  |            |          | 2013             |
| Fenerbahçe Istanbul | Fenerbahçe Istanbul        | 1          |       |                  |            |          | 2019             |

## Vorgängerturnier und Zusatzturnier

### Franz-Beckenbauer-Cup
Nach dem Vorbild der Joan-Gamper-Trophäe, die bis 1996 vom FC Barcelona jeweils im August als Turnier ausgetragen wurde und seit 1997 als Einzelspiel ausgespielt wird, zu dem der FC Bayern München 2006 eingeladen war, startete man in München 2007 den Franz-Beckenbauer-Cup. Der Cup war damals als jährliches Saisoneröffnungsspiel geplant, in dem die Mannschaft mit den Neuverpflichtungen den Fans vorgestellt werden sollte. Die dabei ausgespielte Trophäe, die optisch etwas an den Champions-League-Pokal erinnerte, war mit einer Höhe von 1,15 Metern, einem Umfang von 1,25 Metern und einem Volumen von mehr als 25 Litern die größte je in Deutschland ausgespielte.
Am 15. August 2007 gewann der FC Barcelona den Cup durch einen 1:0-Sieg über Bayern München. Torschütze war Lionel Messi (85. Minute). Die Partie vor 69.000 Zuschauern war das Abschiedsspiel der Bayern-Spieler Mehmet Scholl und Roy Makaay. Der damalige Vizepräsident von Bayern München, Karl-Heinz Rummenigge, bezeichnete das Spiel als „das bedeutendste Spiel, das international in diesem Sommer“ stattfand.
Am 5. August 2008 holte sich Inter Mailand, in jener Saison italienischer Meister, den Cup durch einen 1:0-Sieg über Bayern München. Torschütze war Mancini (52. Minute). 64.000 Zuschauer kamen zur Heimpremiere von Jürgen Klinsmann als Bayern-Trainer ins Stadion, ZDF übertrug das Spiel live.
Nachdem 2009 statt des Franz-Beckenbauer-Cups erstmals der Audi Cup durchgeführt wurde, kam es 2010 noch einmal zu einer Austragung. Das Spiel des FC Bayern gegen Real Madrid diente gleichzeitig als verspätetes offizielles Abschiedsspiel für Franz Beckenbauer, der bis 2009 Präsident des FC Bayern München gewesen war. Den Cup gewann Real Madrid durch einen 4:2-Sieg im Elfmeterschießen über Bayern München, nachdem während der regulären Spielzeit vor 69.000 Zuschauern keine Tore gefallen waren. Das Spiel wurde vom ZDF (fast 5 Millionen Zuschauer) und von laSexta live übertragen.
| Jahr | Datum      | Sieger        | Ergebnis       | Verlierer         |
| ---- | ---------- | ------------- | -------------- | ----------------- |
| 2007 | 15. August | FC Barcelona  | 1:0            | FC Bayern München |
| 2008 | 05. August | Inter Mailand | 1:0            | FC Bayern München |
| 2010 | 13. August | Real Madrid   | 0:0, 4:2 i. E. | FC Bayern München |

### Audi Football Summit / Audi Summer Tour
Ebenfalls von Audi gesponsert, aber nicht zu verwechseln mit dem Audi Cup, sind die sogenannten Audi Football Summits oder auch als Audi Summer Tour bezeichnet. Seit 2012 fanden vier dieser „Fußballgipfel“ statt. Im Gegensatz zu den anderen Spielen finden diese Spiele grundsätzlich außerhalb Europas statt. Als Trophäe wird ein langer schmaler Kelch vergeben.
Am 10. Januar 2012 spielte der FC Bayern München in Neu-Delhi in Indien gegen die Indische Nationalmannschaft. Vom Winter-Trainingslager in Doha, Katar reiste der FC Bayern kurzfristig nach Indien. Vor rund 42.000 Zuschauern im Jawaharlal Nehru Stadium siegten die Münchener deutlich mit 4:0 durch Tore von Mario Gómez (14.), Thomas Müller (29., 37.) und Bastian Schweinsteiger (43.).
In der Sommerpause fand 2012 kein Audi Cup oder Franz-Beckenbauer-Cup statt. Stattdessen spielte der FC Bayern am 26. Juli 2012 im chinesischen Guangzhou gegen den VfL Wolfsburg. Im Guangdong Olympic Stadium verfolgten etwa 35.000 Zuschauer den 2:1-Erfolg der Bayern über den Ligakonkurrenten. Die Tore erzielten Mario Mandžukić (29.), Arjen Robben (39.) und Václav Pilař (90.).
In der Sommerpause 2014 trafen die Bayern im Rahmen ihrer US-Reise beim 3. Audi Football Summit in der Red Bull Arena in Harrison (New Jersey) am 31. Juli auf den mexikanischen Rekordmeister Deportivo Guadalajara. Das Spiel gewannen die Bayern mit 1:0 durch den Treffer von Claudio Pizarro in der 10. Spielminute.
Im Juli 2015 waren die Bayern auf der sogenannten Audi Summer Tour in China unterwegs. Dabei trafen sie in zwei weiteren Audi Football Summits zunächst im Nationalstadion in Peking auf den FC Valencia (4:1-Sieg durch Tore von Müller (16., 45.+1), Thiago (54.) und Robert Lewandowski (69.)) und drei Tage später in Shanghai auf Inter Mailand (1:0-Sieg, Götze (80.)).
Im Juli 2017 fand erneut eine Audi Summer Tour in China statt. Dort traf der FC Bayern am 19. Juli in Shanghai auf den FC Arsenal (2:3 im Elfmeterschießen) und am 22. Juli in Shenzhen auf die AC Mailand (0:4). Beide Spiele zählten gleichzeitig auch zur Serie des International Champions Cup 2017.
Im Juli 2018 fand die Audi Summer Tour in Österreich und den USA statt. Am 21. Juli besiegten die Bayern Paris Saint-Germain in Klagenfurt mit 3:1 und am 29. Juli unterlagen sie Manchester City in Miami mit 2:3. Beide Spiele zählten gleichzeitig auch wieder zur Serie des International Champions Cup 2018.
Im Juli 2019 fand die Audi Summer Tour in den USA statt. Der FC Bayern München traf vom 15. Juli bis 24. Juli 2019 auf Arsenal London, Real Madrid und AC Mailand.